# Dilston Castle
Dilston Castle är ett slott i Storbritannien.   Det ligger i grevskapet och kommunen Northumberland i riksdelen England, i den centrala delen av landet, 400 km norr om huvudstaden London. Dilston Castle ligger 69 meter över havet.
Terrängen runt Dilston Castle är kuperad västerut, men österut är den platt. Dilston Castle ligger nere i en dal. Runt Dilston Castle är det ganska glesbefolkat, med 26 invånare per kvadratkilometer. Närmaste större samhälle är Newburn, 19,0 km öster om Dilston Castle. Trakten runt Dilston Castle består i huvudsak av gräsmarker.